# Acerentulus carpaticus
Acerentulus carpaticus är en urinsektsart som beskrevs av Josef Nosek 1967. Acerentulus carpaticus ingår i släktet Acerentulus och familjen lönntrevfotingar. Inga underarter finns listade i Catalogue of Life.